# Nederlandsch Leger des Heils
Het Nederlandsch Leger des Heils was een Nederlands christelijk kerkgenootschap en hulpverleningsorganisatie. Het was een afsplitsing van het door William Booth opgerichte Leger des Heils. Het Nederlandsch Leger des Heils werd door Gustaaf Maste opgericht op 1 september 1921. Belangrijke reden om tot afscheiding over te gaan was het gebrek aan transparantie bij het internationaal opererende Leger des Heils voor wat betreft de bestedingen van het Londense hoofdkantoor.

## Dwang
Er waren geen grote principiële verschillen tussen het Nederlandsch Leger des Heils en het Leger des Heils. Wel maakte het Nederlandsch Leger des Heils bezwaar tegen de "godsdienstdwang" die in die jaren door het leger des Heils zou zijn opgelegd aan degenen die maatschappelijke hulp ontvingen.  Het uniform van het Nederlandsch Leger des Heils leek erg veel op dat van het Leger des Heils. Het verschil zat in de revers: op die van het Nederlandsch Leger des Heils prijkte een letter "H" (van Heil), op die van het Leger des Heils een "S" (van Salvation).
In tegenstelling tot het Leger des Heils werd het Nederlandsch Leger des Heils niet door de Duitse bezetter verboden ten tijde van de Tweede Wereldoorlog, omdat de organisatie niet geleid werd vanuit Engeland of daar banden mee onderhield.

## Einde
Door vergrijzing en mondialisering werden in 2002 de kerkelijke activiteiten beëindigd. De laatste commandant van het Nederlandsch Leger des Heils, Charles Storm, vond dat in een steeds verder mondialiserende wereld geen plaats meer was voor een nationaal Leger des Heils. 
De hulpverleningsactiviteiten van het Nederlandsch Leger des Heils werden ondergebracht in een zelfstandige stichting die verderging onder de naam Landelijke Instelling voor Maatschappelijke Ondersteuning en Rehabilitatie. Ze heeft vestigingen in meerder plaatsen in Nederland. Het hoofdkantoor is gevestigd in Leeuwarden.
Het Noordelijk Heilsleger is de voortzetting van het Nederlandsch Leger des Heils.